# Татарське Акашево
Тата́рське Ака́шево (рос. Татарское Акашево, ерз. Татарское Акашево) — присілок у складі Темниковського району Мордовії, Росія. Входить до складу Аксьольського сільського поселення.
Населення — 16 осіб (2010; 45 у 2002).
Національний склад (станом на 2002 рік):
- татари — 96 %